# Кишш, Маньи
Ма́ньи Кишш (венг. Kiss Manyi, полное имя Ма́ргит Кишш венг. Kiss Margit; 12 марта 1911, Мадьярлона, Австро-Венгрия, ныне Луна-де-Сус, Клуж, Румыния — 29 марта 1971, Будапешт, Венгрия) — венгерская актриса театра и кино.

## Биография
Играла на сценах многих венгерских театров: Мишкольца, Сегеда, Колошвара, с 1934 года — в Будапеште (театр оперетты), с 1949 — в театре «Видамсихаз», с 1951 — в «Вигсинхаз», с 1962 — в театре им. И. Мадача. В 1936 году дебютировала в кино («Кафе „Москва“»). Была постоянной партнёршей актёра Кальмана Латабара. Создала в кинематографе около 100 ролей от второстепенных комических, до трагедийных. Лучшей драматической ролью считается старая крестьянка тётушка Лина в фильме Пала Зольнаи «Как бегут деревья».

## Театр
- «Приёмная комната госпожи Клементины» Вдрзинского — Клементина
- «Дармоеды» Чики — Эльза
- «Свадьба с приданым» Дьяконова — Лукерья Похлёбкина
- «Три сестры» Чехова — Маша

## Избранная фильмография
- 1936 — Кафе «Москва» / Café Moszkva —
- 1937 — Вики / Viki — Лили Фюзеши
- 1940 — Да или нет? / Igen vagy nem? — художница
- 1940 — Кивер и шляпа / Csákó és kalap —
- 1941 — Ярмарка невест / Leányvásár — Бири
- 1945 — Учительница / A tanítónő — танцовщица
- 1949 — Матьи Лудаш / Lúdas Matyi — Памела, французская гувернантка (в советском прокате «Случай на ярмарке»)
- 1951 — Боевое крещение / Tűzkeresztség — госпожа Хато
- 1951 — Буря / Vihar — госпожа Гилице
- 1954 — Выше голову / Fel a fejjel — укротительница лошадей (в советском прокате «Судьба клоуна»)
- 1955 — Карусель / Körhinta — госпожа Патаки
- 1956 — Господин учитель Ганнибал / Hannibál tanár úr — Ньюль Бела
- 1957 — Приключение в Герольштейне / Gerolsteini kaland — Клотильда
- 1957 — Легенда городской окраины / Külvárosi legenda — няня
- 1958 — Железный цветок / Vasvirág — Вероника
- 1959 — 39-я бригада / A harminckilences dandár — госпожа Корбель
- 1959 — Вчера / Tegnap —
- 1960 — Три звезды / Három csillag — пожилая женщина
- 1962 — За супружество — тройка / Házasságból elégséges — бабушка
- 1963 — Диалог / Párbeszéd — работница
- 1963 — Лебединая песня / Hattyúdal — госпожа Баник
- 1965 — Жажда / Iszony — мать Нелли
- 1965 — Янош Хари / Háry János — госпожа Часар
- 1965 — История моей глупости / Butaságom története — тетя Гизи
- 1966 — …как бегут деревья! / …Hogy szaladnak a fák! — тетя Лина
- 1966 — Фиговый листок / Fügefalevél — портье
- 1969 — Остров среди суши / Sziget a szárazföldön — пожилая женщина (в советском прокате «Дама из Константинополя»)
- 1969 — Самозванцы / Imposztorok —  (в советском прокате «Короли, регенты и шуты»)
- 1970 — Лицо / Arc — пожилая женщина

## Награды

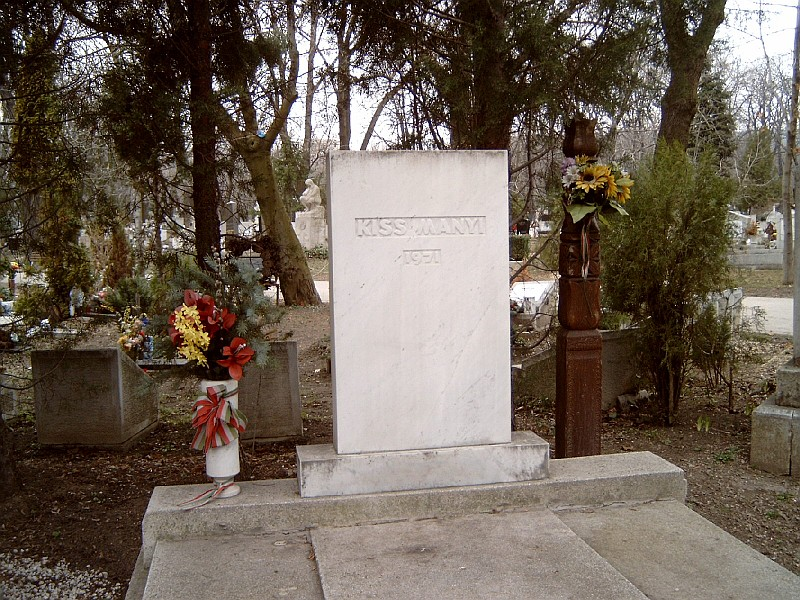
Могила Маньи Кишш на кладбище Фаркашрети в Будапеште

- 1954 — Премия имени Мари Ясаи
- 1957 — Премия имени Кошута
- 1962 — Заслуженная артистка ВНР
- 1964 — Народная артистка ВНР